# Горцы (Доктор Кто)
Горцы (англ. The Highlanders) — тридцать первая серия британского научно-фантастического телесериала «Доктор Кто», состоящая из четырёх эпизодов, которые были показаны в период с 17 декабря 1966 года по 7 января 1967 года. Ни один эпизод серии не сохранился в архивах Би-би-си, вся серия доступна лишь в виде реконструкции.

## Сюжет
После сражения при Каллодене силы англичан торжествуют над силами повстанцев под началом принца Чарли. Когда ТАРДИС приземляется, Доктор, Бен и Полли встречают бегущих шотландцев, и те берут путешественников в плен. Они прячутся в заброшенном доме с тяжело раненым лэрдом Колином Маклареном, его дочерью Кирсти, его волынщиком Джейми Маккриммоном и сыном Александром, который погибает от рук патруля англичан. Лидер патруля, лейтенант Элджернон Ффинч — обычный пижон, но его сержант сильнее и приговаривает Доктора, Джейми, Бена и лэрда к повешению; Полли и Кирсти убегают. Они обе скрываются в пещере от Ффинча, который верит, что Принц сбежал с поля боя в наряде женщины. Он находит их, и те обманывают его и крадут его деньги. Позже, в Инвернессе, что недалеко от Каллодена, они вновь встречают лейтенанта и используют его глупость, шантажируя его.
Где-то на поле боя Главный тюремный комиссар, теневой человек по имени Грей, приступает к выполнению своей схемы порабощения выживших горцев и отправки их в колонии. Это нелегально, но он надеется, что это сделает его богатым. Он связывается с нечистым на руку капитаном Траском, который соглашается использовать для этого свой корабль «Аннабель». Из заключённых на продажу он выбирает в том числе Доктора, Джейми, Бена и лэрда. Их отвозят в тюрьму в Инвернессе и запирают с другими пленниками, но Доктор выбирается из скользкой клетки и вовремя запирает в ней Грея и его секретаря Перкинса. Грея освобождает Траск; он сообщает, что план начался, и часть заключённых, включая Джейми, Бена и лэрда, уже отправлена на корабль. Многие заключённые принимают это, считая, что рабский труд лучше виселицы, но только Джейми, Бен, лэрд и один из их друзей, Вилли Маккей, отказываются подписывать бумаги. Бен атакует Грея, и Траск скидывает его в море на верёвке.
Тем временем Доктор переодевается в кухонную служанку и, используя немецкий язык, свободно передвигается по округе. Он воссоединяется с Полли и Кирсти и вскоре с Беном, доплывшим до безопасного места. Доктор смело возвращается к Грею, заранее придумав историю о кольце принца Чарли и о его местонахождении. Он называет принцем волынщика Джейми. Всё это уловка для отвлечения Грея и Траска, пока девушки освобождают пленников и снабжают их оружием. Когда Грей и Траск решают обыскать Джейми, их ловят вооружённые горцы, и начинается бунт. Траск убегает, его ранят и он падает в море. Вилли Маккей берёт корабль под контроль и решает вести её на свободу во Францию, с радостью принимая Перкинса как добровольца в поездку. Кирсти и её отец также отправляются к свободе.
Доктор, Бен и Полли отправляются в город с Греем в качестве заложника для обеспечения безопасного прохода, и к ним присоединяется Джейми, который решает остаться помочь им найти ТАРДИС и опаздывает на лодку во Францию. Они теряют Грея, но находят Ффинча, которого они заставляют помочь им вернуться в Каллоден. Но Грей умён: он добирается до дома, где встретил Доктора впервые, и приводит с собой патруль солдат. Ффинч выполняет последнюю просьбу, без шантажа: он арестовывает Грея за его схему. Благодаря Доктору, адвокат потерял бумаги, и не в состоянии доказать законность планов. Полли благодарит Ффинча поцелуем, тот отбывает. Путешественники приглашают своего нового друга, Джейми Маккриммона, на борт ТАРДИС. Тот с опаской соглашается.

## Трансляции и отзывы
| Эпизод            | Дата показа     | Продолжительность | Телезрители (в миллионах) | Archive                            |
| ----------------- | --------------- | ----------------- | ------------------------- | ---------------------------------- |
| «Эпизод 1»        | 17 декабря 1966 | 24:38             | 6,7                       | Only stills and/or fragments exist |
| «Эпизод 2»        | 24 декабря 1966 | 23:41             | 6,8                       | Only stills and/or fragments exist |
| «Эпизод 3»        | 31 декабря 1966 | 22:54             | 7,4                       | Only stills and/or fragments exist |
| «Эпизод 4»        | 7 января 1967   | 24:19             | 7,3                       | Only stills and/or fragments exist |
| [ 1 ] [ 2 ] [ 3 ] |                 |                   |                           |                                    |